# Vale da Porca
Vale da Porca ist eine Gemeinde (Freguesia) im portugiesischen Kreis Macedo de Cavaleiros. In ihr leben 239 Einwohner (Stand 19. April 2021).

## Söhne und Töchter
- Nicolau Pereira de Campos Vergueiro (1778–1859), Politiker und Unternehmer im Kaiserreich Brasilien